# Абель, Вилли
Ви́лли А́бель (нем. Willy Abel, 23 сентября 1875 года — 22 сентября 1951 года) — немецкий изобретатель и предприниматель в области металлических изделий и бытовой техники, основатель фирмы Harras-Werke. Абеля (изобрётшего, в частности яйцерезку и ломтерезку) нередко называют патриархом германской индустрии бытовых приборов.

## Биография
Вилли Абель родился 23 сентября 1875 года на западе Германии, в небольшом городке Дирдорфе, принадлежавшем тогда Пруссии, в семье торговца произведениями искусства Карла Людвига Рудольфа Абеля и его жены Анны Вебер. Позднее он переезжает в Трир, где заканчивает школу и обучается профессии технического конструктора. 24 апреля 1893 года Абель, которому к тому моменту не исполнилось ещё и 18 лет, публикует свой первый патент на зуборезный станок, нашедший повсеместное применение в машиностроении. В 1893—1898 годах Абель работает в конструкторском бюро Королевской оружейной фабрики в Шпандау и параллельно учится в Техническом институте Шарлоттенбурга (ныне — Берлинский технический университет), а затем становится главным инженером одного из патентных бюро в Берлине.
На рубеже веков он всецело посвящает себя разработке почтового автомата, который позволил бы после вброса монеты в него полностью автоматически напечатать марку, проездной билет или почтовую открытку и выдать её покупателю. В итоге, германская имперская почта приобретает запатентованный им автомат, который Абель в течение восьми лет непрерывно совершенствует и который получает золотую медаль на Миланской выставке 1906 года. Год спустя изобретатель женится и основывает собственную фирму, финансовые успехи которой позволяют ему воплотить в жизнь и другие свои идеи. Основной сферой деятельности молодого предпринимателя становится теперь разработка и производство кухонных приборов (к примеру, ломтерезок, штампованных тёрок или вафельниц в форме сердца), которые благодаря своему качеству становятся известны во многих странах мира и успешно продаются, несмотря на многочисленных конкурентов, копировавших его продукты.. Свой интерес к этому сегменту техники сам Абель объяснял катастрофическим состоянием бытовых приборов тех лет и желанием приподнять их до уровня частных механических слуг «для поддержки измученной домохозяйки».
В конце 1930-х годов Абель заболевает диабетом, развитие которого потребовало даже ампутации ноги и временного переезда из Лихтенберга, где он прожил долгие годы. Но несмотря на проблемы со здоровьем, на войны и экономические кризисы XX века, он до конца своих дней остаётся полон творческой энергии и новых замыслов, осуществить которые помешала лишь его смерть, заставшая Абеля за один день до его 76-летия.

## Изобретения

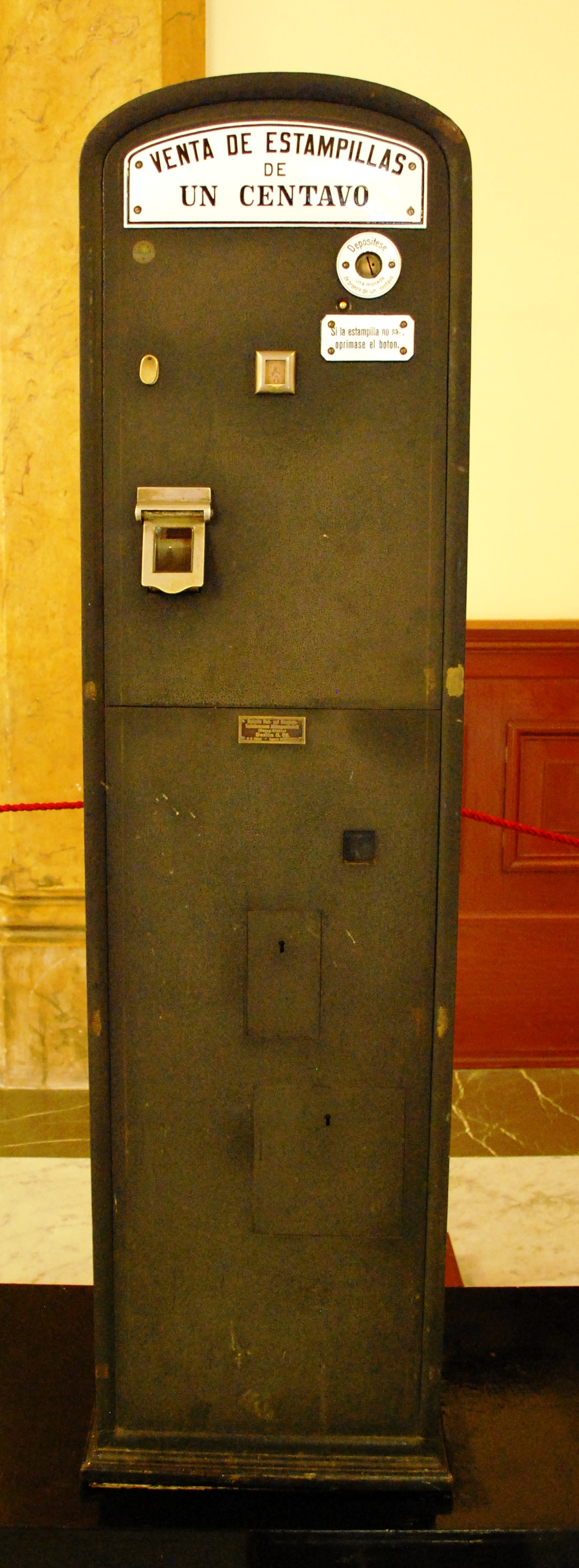
Один из почтовых автоматов Вилли Абеля

Вилли Абель был владельцем 63 патентов и более 100 изобретений, защищённых как полезная модель, в том числе на:
- зуборезный станок для маховиков и шкивов
- надульник для винтовки Mauser 98
- автоматическую ротационную печатную машину для продажи почтовых знаков
- стандарт допуска резьбы для винтов
- устройство для оптимирования бесстыкового железнодорожного пути
- ломтерезку с дисковым ножом
- устройство для механического сгребания угля в системе судовых паровых котлов
- штанцевальную машину со скользящим ведущим поддоном для штамповки тонкой жести
- устройство для заточки ножей на цилиндрической основе и многое другое.

Одно только перечисление его изобретений, а также стран, в которые были проданы его патенты — Франция, Великобритания, США, Австрия, Италия, Венгрия, Швеция, Дания, Норвегия, Швейцария, Бельгия, Россия, Испания, Канада, Румыния и Япония —  позволяет оценить разносторонность творческого таланта Абеля и ценность найденных им технических решений. Причём, заявив о себе как изобретатель уже в 17 лет, он оставался активен на этом поприще и в преклонные годы — так, в письме берлинскому магистрату, датированном 1947 годом, перешагнувший 70-летний рубеж Абель признаётся, что занят проблемами восстановления городской инфраструктуры, в рамках которого разработал вращающееся долото для разрушения строительного раствора. А заявка на, пожалуй, самое известное его изобретение — яйцерезку — была подана им 3 ноября 1911 года.

## Предпринимательская деятельность
Поскольку разработанные им почтовые автоматы (или, как их называли поначалу, «самопродавцы почтовых марок») поначалу не обеспечивали ожидавшейся от них прибыли, Абель, тогда технический директор общества по их продажам (Deutsche Abel-Postwertzeichen-Automaten GmbH), несколько раз реорганизовывал возглавляемую им компанию, пока не добился необходимого коммерческого успеха. На вырученные деньги в 1907 году Абель основал в берлинском пригороде Лихтенберг свою собственную фирму Harras-Werke (названную в честь полулегендарного рыцаря Харраса (нем. Harras)) а в 1912 году организовал первую в Германии фабрику по производству бытовых приборов. Именно они и стали наиболее успешными в коммерческом плане: только яйцерезок было продано по всему миру более 10 миллионов штук, причём при тогдашней цене в 30 пфеннигов примерно одна треть оставалась фирме в виде прибыли. Полученные доходы позволили Абелю после войны открыть филиалы в Нью-Йорке и Лондоне, а также два новых завода в Фердинандсхофе (производивших металлические и деревянные детали для основного производства), которые несмотря на всемирную известность марки Harras, не смогли, однако, устоять против тяжёлого экономического кризиса 30-х годов.
Завод в Лихтенберге — единственный оставшийся в собственности Абеля — смог пережить следующую войну без значительных разрушений и был одним из немногих предприятий в Восточной Германии, которые избежали экспроприации, и лишь в 1960 году — уже после смерти Абеля —  он был включён в состав одного из «народных предприятий» ГДР и потерял свой товарный знак.

## Галерея

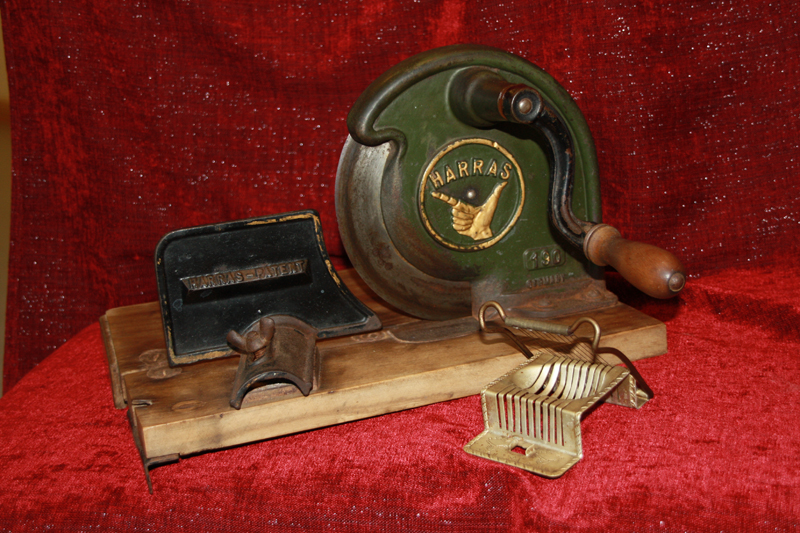
Яйцерезка и ломтерезка с дисковым ножом Вилли Абеля
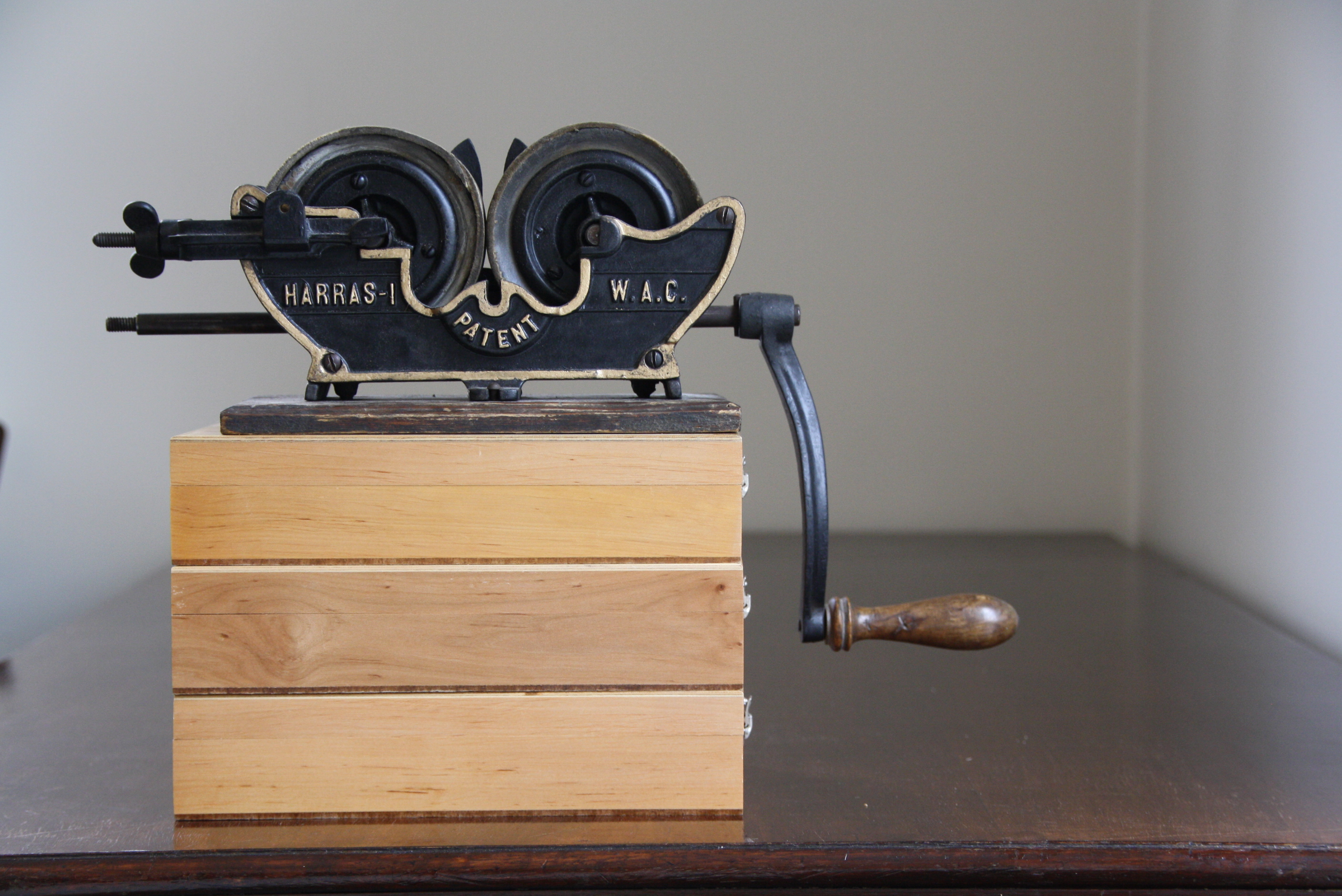
Устройство для заточки ножей Вилли Абеля
Логотип фирмы Harras